# InterRegion
Le mot InterRegion (IR) désigne une catégorie de trains utilisés dans différents pays d'Europe. Le terme désigne un train rapide qui relie différentes régions mais plus lentement qu'un InterCity (IC).
En principe, un train IR s'arrête dans toutes les gares IC se trouvant sur son parcours.

## Allemagne
Les InterRegio (IR) furent introduits par la Deutsche Bundesbahn en 1988. Ils disposaient généralement d'une voiture Bistro, d'un compartiment pour langer les enfants en bas âge, et d'espaces pour vélos.
À la suite de la chute du Mur de Berlin le 9 novembre 1989, le premier train IR entre Cologne et Berlin circule au service d'été 1990. Le réseau IR s'étend alors dans toute l'Allemagne réunifiée. Ces trains pouvaient parcourir de longues distances, comme la liaison "Sanssouci" Aix-La-Chapelle - Berlin.
Les IR furent remplacés par des IC le 15 décembre 2002.
En 2001, dans un certain nombre de régions, un train régional à titre d'un remplacement pour l'IR fut introduite, l'Interregio-Express.

## Belgique

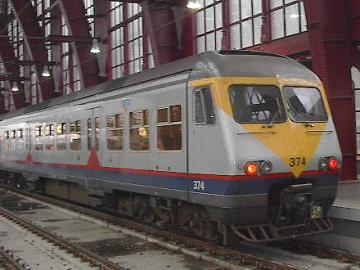
les automotrices AM80 ('Break') sont utilisées en Belgique dans les relations IR.

Les trains InterRegion (IR) ont été introduits par la Société nationale des chemins de fer belges (SNCB) en 1984 lors de la mise en place du plan IC/IR. En 2012, il y a 17 relations IR (de IR a à IR s).
Depuis la mise en place du nouveau plan de transport, le 14 décembre 2014, les relations IR sont toutes converties en relations InterCity (IC), Locales (L) ou RER ; ainsi, il n'y a plus de trains IR en Belgique ni au Luxembourg.

## Pays-Bas
En 1988, le plan Rail-21 des chemins de fer néerlandais prévoyait l'introduction d'un réseau IR. Ces IR devaient modifier partiellement le réseau IC déjà existant, ainsi les plus petites gares pouvaient recevoir une liaison plus rapide et en même temps, les IC pouvaient s'arrêter dans moins de stations. Ce plan ne fut jamais mis en œuvre.

## Suisse

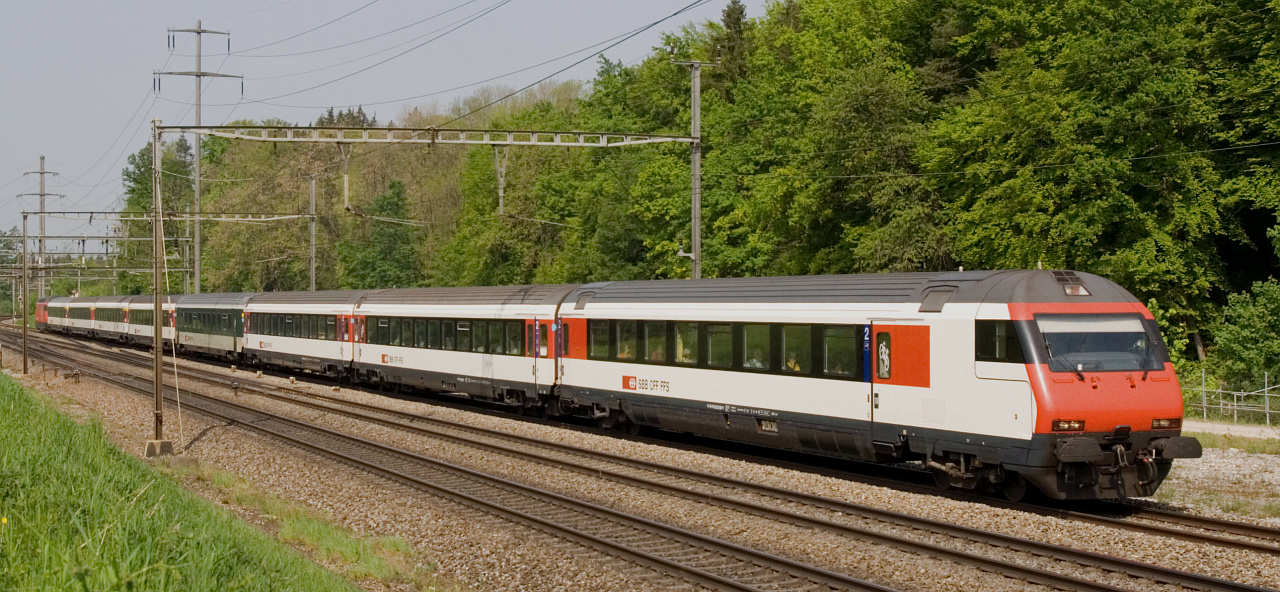
Une rame InterRegio suisse réversible.

Les InterRegio (abrégé en IR) ont été introduits en 1997 sur le réseau Suisse, en remplacement de différentes catégories de train.
InterRegio est une catégorie de train grandes lignes situé entre les RegioExpress et les Intercity et définie par la phrase « Rapidement d’une région à l’autre », ils sont en général exploités avec des matériels roulants climatisés et disposent parfois d'un service mini-bar sur certaines relations.

## Traduction
- (nl) Cet article est partiellement ou en totalité issu de l’article de Wikipédia en néerlandais intitulé « InterRegio » (voir la liste des auteurs).